# متكاورة سوداء الثمار
متكاورة سوداء الثمار (الاسم العلمي:Sphaerophorus melanocarpus) هي نوع من الفطريات تتبع جنس المتكاورة من فصيلة المتكاورات.